# 東坂浩一
東坂 浩一（ひがしさか こういち、1963年〈昭和38年〉3月26日 - ）は、日本の政治家。大阪府大東市長（3期）を務めた。

## 来歴
大阪府大東市に生まれる。大東市立住道北小学校、大東市立住道中学校、清風高等学校、関西学院大学経済学部卒業。米国の金属加工会社を経て1989年7月、同市の建設会社の三住建設に入社。2009年1月、同社代表取締役社長に就任。
2012年4月15日に行われた大東市市長選挙に自由民主党・公明党の推薦を受けて出馬し初当選した。5月5日、市長就任。
※当日有権者数：98,270人 最終投票率：46.37%（前回比：-2.09pts）
| 候補者名   | 年齢 | 所属党派 | 新旧別 | 得票数   | 得票率 | 推薦・支持                 |
| ---------- | ---- | -------- | ------ | -------- | ------ | -------------------------- |
| 東坂浩一   | 49   | 無所属   | 新     | 20,167票 | 44.26% | （推薦）自由民主党・公明党 |
| 小松正明   | 63   | 無所属   | 新     | 11,025票 | 24.19% | （推薦）日本共産党         |
| 岡井康弘   | 54   | 無所属   | 新     | 6,242票  | 13.69% |                            |
| 村岡千鶴男 | 69   | 無所属   | 新     | 5,778票  | 12.68% |                            |

2016年4月17日に行われた大東市長選挙で再選。
※当日有権者数：97,112人 最終投票率：43.62%（前回比：-2.72pts）
| 候補者名 | 年齢 | 所属党派 | 新旧別 | 得票数   | 得票率 | 推薦・支持             |
| -------- | ---- | -------- | ------ | -------- | ------ | ---------------------- |
| 東坂浩一 | 53   | 無所属   | 現     | 27,434票 | 64.77% | （推薦）自民党・公明党 |
| 小松正明 | 67   | 無所属   | 新     | 13,288票 | 31.37% | （推薦）共産党         |

2019年12月からNHK大河ドラマ誘致推進協議会（関西）副会長に就任。
2020年4月20日、市長選挙で3選。
※当日有権者数：98,469人 最終投票率：38.68%（前回比：-4.94pts）
| 候補者名 | 年齢 | 所属党派 | 新旧別 | 得票数   | 得票率 | 推薦・支持         |
| -------- | ---- | -------- | ------ | -------- | ------ | ------------------ |
| 東坂浩一 | 57   | 無所属   | 現     | 21,238票 | 57.46% |                    |
| 沢田貞良 | 52   | 無所属   | 新     | 15,723票 | 42.54% | （自主支援）共産党 |

2023年12月15日、市議会本会議で「1期目から全力で走り続けてきたが、多選の弊害もある」などと述べ、翌年の市長選に出馬しない意向を示した。自身の任期満了に伴う市長選では、投開票日前日となる2024年4月20日に無所属新人の逢坂伸子の応援演説に立ち、翌日の投開票の結果逢坂が当選した。

## 市政
- 2019年12月4日、LGBTなど性的少数者のカップルが婚姻に相当する関係にあると認める「パートナーシップ宣誓制度」を導入した[10]。